# Élection à la présidence du Parti libéral-démocrate japonais de 2020
L'élection à la tête du Parti libéral-démocrate se tient le 14 septembre 2020 afin d'élire le successeur de Shinzō Abe, le chef du parti démissionnaire pour raison de santé. Son successeur devient également premier ministre du Japon dans la mesure où Shinzō Abe se retire et que le parti est au pouvoir avec Kōmeitō.
L'élection anticipée de Suga à la tête du parti ne consiste cependant qu'à mener à son terme le mandat de trois ans entamé par Abe en 2018, une nouvelle élection devant malgré tout avoir lieu comme prévu en 2021.

## Résultats
| Candidats | Candidats      | Membres de la diète | Membres de la diète | Représentants des préfectures | Représentants des préfectures | Total | Total |
| Candidats | Candidats      | Voix                | %                   | Voix                          | %                             | Voix  | %     |
| --------- | -------------- | ------------------- | ------------------- | ----------------------------- | ----------------------------- | ----- | ----- |
|           | Yoshihide Suga | 288                 | 73,1                | 89                            | 63,1                          | 377   | 70,5  |
|           | Fumio Kishida  | 79                  | 20,1                | 10                            | 7,1                           | 89    | 16,6  |
|           | Shigeru Ishiba | 26                  | 6,6                 | 42                            | 29,8                          | 68    | 12,7  |
|           |                |                     |                     |                               |                               |       |       |
| Total     | Total          | 394                 | 100                 | 141                           | 100                           | 535   | 100   |